# Prijatelji (album)
Prijatelji je četvrti samostalni album hrvatskog glazbenika Jasmina Stavrosa koji je izašao 1991. u izdanju diskografske kuće Croatia Recordsa. Album je pop žanra.
Na nekoliko pjesama kao pozadinski vokal pjeva Danijel Popović.

## Popis pjesama
Sve je skladbe aranžirao Fedor Boić.
- strana A

1. Rođaci (glazba Huon Donaldson, Luciano Beretta, Rajko Dujmić - stihovi Stevo Cvikić)
2. Jedan život imamo (glazba Vladimir Kočiš - stihovi Stevo Cvikić)
3. Oči moje suze broje (glazba Đorđe Novković - stihovi Željko Pavičić)
4. Ja nisam čovjek za tebe (glazba Đorđe Novković - stihovi Zlatko Sabolek)
5. Šta će mi oči te (glazba Rajko Dujmić - stihovi Stevo Cvikić)
6. Slovenke (glazba Rajko Dujmić - stihovi Stevo Cvikić, Tomislav Lovrinčević)

- strana B

1. Kad se prijatelji rastaju (glazba Rajko Dujmić - stihovi Stevo Cvikić)
2. Riječi je teško pisati (glazba Vladimir Kočiš - stihovi Vedran Lekić)
3. Šta će meni neka druga žena (glazba Đorđe Novković - Željko Pavičić)
4. Lidija (glazba Rajko Dujmić - stihovi Stevo Cvikić)
5. More (glazba Rajko Dujmić - stihovi Stevo Cvikić)
6. Umoran (uživo) (glazba Rajko Dujmić - stihovi Stevo Cvikić)

Uspješnice s ovog albuma su Kad se prijatelji rastaju i Lidija.

## Vanjske poveznice
- Discogs
- Diskografija